# Lego DC Comics Super Heroes - La Ligue des justiciers : L'Affrontement cosmique
Pour plus de détails, voir Fiche technique et Distribution.
Lego DC Comics Super Heroes - La Ligue des justiciers : L'Affrontement cosmique (Lego DC Comics Super Heroes - Justice League: Cosmic Clash) est un vidéofilm d'animation de Rick Morales sorti en 2016.
Cinquième film basé sur les licences Lego et DC Comics après Unité des super héros (2013), Batman Be-Leaguered (2014), La Ligue des justiciers contre la Ligue des Bizarro et L'Attaque de la Légion maudite (2015), il est sorti en Digital HD le 9 février 2016, puis en Blu-ray et en DVD le 1er mars 2016.

## Synopsis
Le brillant, obsessionnel et compulsif Brainiac ratisse l'univers afin d'acquérir de nouvelles planètes pour sa collection de mondes lorsqu'il tombe par hasard sur une planète dont il souhaite s'emparer : la Terre. Mais Brainiac découvre rapidement que la Terre bénéficie d'une protection, à savoir la Ligue de justice d'Amérique. Lorsque Brainiac a la brillante idée d'envoyer plusieurs membres de la Ligue de justice dans d'autres époques de l'histoire de la Terre, Batman, Flash et Cyborg doivent construire et utiliser le tapis roulant cosmique afin de voyager dans le temps et de sauver leurs compagnons. Dans le même temps, les membres de la Ligue de justice piégés par Brainiac tentent de survivre face aux attaques de ce dernier. Seul le temps permettra de connaître l'issue de cette bataille pour le sort de la Terre et de la Ligue de justice.

## Fiche technique
- Titre : LEGO DC Comics Super Héros : La Ligue des Justiciers - L'Affrontement cosmique
- Titre original : Lego DC Comics Super Heroes: Justice League - Cosmic Clash
- Réalisation : Rick Morales
- Scénario : James Krieg
- Musique : Tim Kelly
- Montage : Craig Paulsen
- Production : Brandon Vietti
- Société de production : DC Entertainment, The LEGO Group et SN Studios
- Pays :  États-Unis
- Genre : Animation, action, aventure, comédie et science-fiction
- Durée : 78 minutes
- Dates de sortie : 
  -  États-Unis : 9 février 2016 (Internet)
  -  France : 2 mars 2016

## Distribution
- Troy Baker : Batman
- Nolan North : Superman
- Grey Griffin : Wonder Woman
- Josh Keaton : Green Lantern
- Khary Payton : Cyborg
- James Arnold Taylor : Flash
- Phil LaMarr : Brainiac
- Jessica DiCicco : Supergirl
- Kari Wahlgren : Saturn Girl
- Yuri Lowenthal : Cosmic Boy
- Andy Milder : Lightning Lad
- Phil Morris : Vandal Savage
- Jason Spisak : Captain Fear

## Production
Certains comédiens ayant déjà travaillé avec DC Comics reprennent ici leur rôle respectif. Parmi eux, Nolan North qui interprète Superman, et Khary Payton qui interprète Cyborg.